# Boudes
Boudes település Franciaországban, Puy-de-Dôme megyében. Lakosainak száma 262 fő (2022. január 1.). Boudes Chalus, Collanges, Madriat, Saint-Hérent és Villeneuve községekkel határos.

## Népesség
A település népességének változása:
| Lakosok száma | 275  | 283  | 291  | 287  | 291  | 292  | 282  | 272  | 262  |
|               | 2013 | 2015 | 2016 | 2017 | 2018 | 2019 | 2020 | 2021 | 2022 |